# Петрус Альбертус ван дер Парра
Петрус Альбертус ван дер Парра (нід. Petrus Albertus van der Parra; 29 вересня 1714 — 28 грудня 1775) — двадцять дев'ятий генерал-губернатор Голландської Ост-Індії.

## Біографія
Петрус Альбертус ван дер Парра народився на Цейлоні, в родині колоніальних чиновників. Його прадід переїхав до Ост-Індії, і його родина мешкала в колоніях уже довгий час. В чотрнадцять років (в 1728 році) він починає власну кар'єру. До 1747 року він стає позаштатним радником при Раді Індій, в 1751 році стає дійсним радником. В 1755 році він стає першим радником і генеральним секретарем, другою за впливом людиною в колоніях.
15 травня 1761, після смерті Якоба Мосселя він стає новим генерал-губернатором. Наступного року приходить підтвердження призначення від керівництва компанії, і 29 вересня, в свій день народження він проводить урочисту інавгурацію. На ній ван дер Парра дарував золоті пам'ятні жетони і оголосив свій день народження національним святом.
Під його керівництвом королівство Канді було остаточно включено до складу Ост-Індії і було підкорено яванський султанат Сіак. Були заключені договори з правителями Біми, Сумбави, Домпу і декількома іншими. 
За ван дер Парри процвітала корупція і кумівство. Він був щедрий, активно роздавав посади своїм друзям і любив лестощі.
В 1770 році капітан Джеймс Кук прохав його про допомогу в продовженні своєї подорожі на HMS Endeavour. Про це він згадує в своєму щоденнику.
Петрус Альбертус ван дер Парра помер 28 грудня 1775 в своєму розкішному маєтку в Батавії. Він заповідав більшу частину свого майна вдовам Коломбо і меншу-біднякам Батавії.
Ван дер Парра — єдиний генерал-губернатор Голландської Ост-Індії, який за своє життя жодного разу не був в Європі.